# Факторизационное тождество
Факторизационное тождество- тождество, определяющее свойство характеристической функции совместных распределений случайной величины, времени первого достижения нулевого уровня, первой неотрицательной суммы, времени достижения нулевого уровня, первой неположительной суммы. 

## Формулировка
Для характеристической функции совместных распределений случайной величины, времени первого достижения нулевого уровня, первой неотрицательной суммы, времени достижения нулевого уровня, первой неположительной суммы при {\displaystyle |z|<1} , {\displaystyle Im\lambda =0} справедливо тождество: {\displaystyle 1-z\phi (\lambda )=[1-M(e^{i\lambda \chi _{+}^{0}}z^{\eta _{+}^{0}});\eta _{+}^{0}<\infty ]D^{-1}(z)[1-M(e^{i\lambda \chi _{-}^{0}}z^{\eta _{-}^{0}});\eta _{-}^{0}<\infty ]}, где {\displaystyle D(z)=1-M(z^{\eta _{+}^{0}});\chi _{+}^{0}=0,\eta _{+}^{0}<\infty )=1-M(z^{\eta _{-}^{0}});\chi _{-}^{0}=0,\eta _{-}^{0}<\infty )}.

## Пояснения
В формулировке теоремы {\displaystyle \phi (\lambda )=\phi _{\xi }(\lambda )=Me^{i\lambda \xi }} - характеристическая функция последовательности {\displaystyle \{\xi _{k}\}} независимых одинаково распределённых случайных величин. Обозначим {\displaystyle S_{n}=\sum _{k=1}^{n}\xi _{k},S_{0}=0}. Случайная величина {\displaystyle \eta _{+}^{0}=min\{k\geq 1:S_{k}\geq 0\}} есть время первого достижения нулевого уровня. Определим {\displaystyle \chi _{+}^{0}=S_{\eta _{+}^{0}}} как первую неотрицательную сумму. Случайная величина {\displaystyle \eta _{-}^{0}=min\{k\geq 1:S_{k}\leq 0\}} есть время достижения нулевого уровня. Определим {\displaystyle \chi _{-}^{0}=S_{\eta _{-}^{0}}} как первую неположительную сумму.